# Kunyu
Kunyu (昆玉市S, KunyuP) è una città-contea della Cina, situata nella regione autonoma di Xinjiang.